# Bajo Aragón Caspe FS
El Bajo Aragón Caspe es un equipo de fútbol sala de Caspe (Zaragoza) España. El club fue fundado en 1983. Actualmente juega en la Tercera División